# Кара Вінгер
Кара Вінгер (10 квітня 1986 , Сіетл, Вашингтон ) — американська легкоатлетка, що спеціалізується на метанні списа, призерка чемпіонату світу.

## Кар'єра
| Рік             | Змагання                   | Місце проведення         | Місце           | Дисципліна      | Результат       | Примітки        |
| Представник США | Представник США            | Представник США          | Представник США | Представник США | Представник США | Представник США |
| --------------- | -------------------------- | ------------------------ | --------------- | --------------- | --------------- | --------------- |
| 2008            | Олімпійські ігри           | Пекін, Китай             | 41 (кв.)        | метання списа   | 54.39 м         |                 |
| 2009            | Чемпіонат світу            | Берлін, Німеччина        | 29 (кв.)        | метання списа   | 52.71 м         |                 |
| 2010            | Континентальний кубок ІААФ | Спліт, Хорватія          | 6               | метання списа   | 58.07 м         |                 |
| 2011            | Чемпіонат світу            | Тегу, Південна Корея     | 21 (кв.)        | метання списа   | 57.14 м         |                 |
| 2012            | Олімпійські ігри           | Лондон, Велика Британія  | 31 (кв.)        | метання списа   | 56.23 м         |                 |
| 2014            | Континентальний кубок ІААФ | Марракеш, Марокко        | 7               | метання списа   | 52.22 м         |                 |
| 2015            | Панамериканські ігри       | Торонто, Канада          | 2               | метання списа   | 61.44 м         |                 |
| 2015            | Чемпіонат світу            | Пекін, Китай             | 8               | метання списа   | 60.88 м         |                 |
| 2016            | Олімпійські ігри           | Ріо-де-Жанейро, Бразилія | 13 (кв.)        | метання списа   | 61.01 м         |                 |
| 2017            | Чемпіонат світу            | Лондон, Велика Британія  | 15 (кв.)        | метання списа   | 61.27 м         |                 |
| 2018            | Континентальний кубок ІААФ | Острава, Чехія           | 3               | метання списа   | 60.38 м         |                 |
| 2019            | Панамериканські ігри       | Ліма, Перу               | 1               | метання списа   | 64.92 м         |                 |
| 2019            | Матчева зустріч Європа-США | Мінськ, Білорусь         | 1               | метання списа   | 64.63 м         |                 |
| 2019            | Чемпіонат світу            | Доха, Катар              | 5               | метання списа   | 63.23 м         |                 |
| 2021            | Олімпійські ігри           | Токіо, Японія            | 17 (кв.)        | метання списа   | 59.71 м         |                 |
| 2022            | Чемпіонат світу            | Юджин, США               | 2               | метання списа   | 64.05 м         |                 |